# Windows Genuine Advantage
Windows Genuine Advantage (WGA) is een door Microsoft in 2006 geïntroduceerd controversieel computerprogramma dat ingezet wordt tegen software-piraterij. Het is bedoeld voor gebruikers van het Microsoft-besturingsprogramma Windows.
In Windows Taakbeheer is de installatie van WGA te herkennen aan de procesnaam "wgatray.exe".

## Werking
Na installatie van Windows Genuine Advantage (WGA) wordt een Internet Explorer-toevoeging geïnstalleerd die sinds juli 2006 niet meer te verwijderen valt. Bij het installeren van Windows Internet Explorer 7, Windows Defender, Windows Media Player 11 of Windows Live wordt WGA automatisch mee-geïnstalleerd.
WGA gebruikt een ActiveX-component om te toetsen of de softwarelicentie geldig is. Als een copyrightschending geconstateerd wordt terwijl de Windows-cd authentiek lijkt (dus voorzien van de holografische afbeeldingen) stuurt Microsoft een echt exemplaar op aanvraag toe. Overtreders kunnen met korting een Windows XP-cd kopen.
Zo nu en dan gaat WGA de fout in en identificeert ten onrechte de geïnstalleerde Windows-software als illegaal. Dit gebeurt nog weleens als de batterij van een computer (die er o.a. voor zorgt dat de BIOS de tijd kan onthouden en door kan laten tellen) niet meer werkt en de computer meermalen opnieuw geïnstalleerd wordt. Microsoft verwijst in die gevallen naar een Microsoft-gebruikersforum.
Gecontroleerd worden achtereenvolgens:
- de BIOS Checksum
- het MAC-adres
- het serienummer van de harde schijf
- de taalversie van het besturingssysteem
- het versienummer van het besturingssysteem
- BIOS-gegevens van de personal computer
- de fabrikant van de computer
- programma-instellingen die door de gebruiker zijn verkozen
- de resultaten van het valideren en installeren van software
- de productsleutel van Windows of Microsoft Office
- het Windows Product ID.

## Geschiedenis
Het programma werd in juli 2005 door middel van een te selecteren (optionele) update geïnstalleerd op computers van Windows-gebruikers. Het zou helpen de automatische updates te versnellen en daarnaast controleren of er geen gebruik gemaakt werd van een illegale Windows-versie. De installatie van WGA werd na 25 april 2006 een verplichting toen Microsoft diensten als downloaden vanaf het Microsoft Downloadcentrum onmogelijk maakte indien WGA niet geïnstalleerd was. Daartoe werd een "kritieke update" KB905474 verspreid.
WGA bleek ook te controleren of de andere geïnstalleerde Microsoft-software in feite geen namaakversie was; OEM-versies werden evenzo doorgelicht. Bij overtreding werd een sjabloon op de computer geïnstalleerd dat dat de overtreding meldt en de suggestie doet originele Microsoft-software aan te schaffen. WGA zond het MAC-adres door naar Microsoft. Vanaf dat moment kon de gebruiker niet langer automatisch beveiligingsupdates en hotfixes ontvangen, evenals bestanden downloaden van het Microsoft Downloadcentrum.
Al snel ontdekten computerexperts dat WGA meer dan voornoemde informatie aan Microsoft doorzond. Luide protesten dwongen Microsoft door middel van een "redactionele update" deze als "spywarepraktijken" getypeerde toepassing niet meer dagelijks te gebruiken; tegenwoordig wordt tweewekelijks informatie verzonden. Van WGA werd Office Genuine Advantage afgesplitst, dat op illegale versies van Microsoft Officeproducten controleert.
Eind februari 2007 kwam een "kritieke Windows-update" van Microsoft uit die gebruikers via "Windows Genuine Advantage Notifications" wijst op zogenaamde Legitieme Microsoft software waaronder het nieuwste Microsoftproduct "Windows Live". Een "optionele software-update" van eerder die maand bleek gebruikers al te verwijzen naar dit nieuwste Microsoftproduct; uit berichten van de marketingafdeling van Microsoft was af te leiden dat slechts een kleine minderheid van de Windows-gebruikers deze update geïnstalleerd had waardoor de verhoopte marktpenetratie erg tegenviel. Toen daarop de automatische "kritieke" update WGA in staat stelde desgewenst "mededelingen van Microsoft over nieuwe producten" te tonen klonk wederom luid protest; er zou sprake zijn van schending van het verbod op koppelverkoop en schending van het mededingingsrecht.

## Voetnoten
1. ↑  (en) Windows XP Genuine Advantage Validation Issues
2. ↑  Microsoft Downloadcentrum
3. ↑  Legitieme Microsoft software